# Kimki
Le kimki est une langue papoue parlée en Indonésie, dans le kabupaten des monts Bintang de la province de Papouasie.

## Sociolinguistique
bien que parlé par seulement 500 personnes, le kimki est transmis aux jeunes générations et, de fait, n'est pas une langue menacée.

## Classification
Le kimki est une langue faiblement documentée et peu de matériaux linguistiques ont été publiés. Hammarström considère le kimki comme étant une langue isolée.

## Sources
- (en) Harald Hammarström, 2010, The status of the least documented language families in the world, Language Documentation & Conservation 4, pp. 177-212, University of Hawai’i Press.